# قلمی‌مار (سرده)
قلمی‌مار (سرده) (نام علمی: Leptotyphlops) نام یک سرده از تیره قلمی‌ماران است.